# Zonsverduistering van 14 september 2099

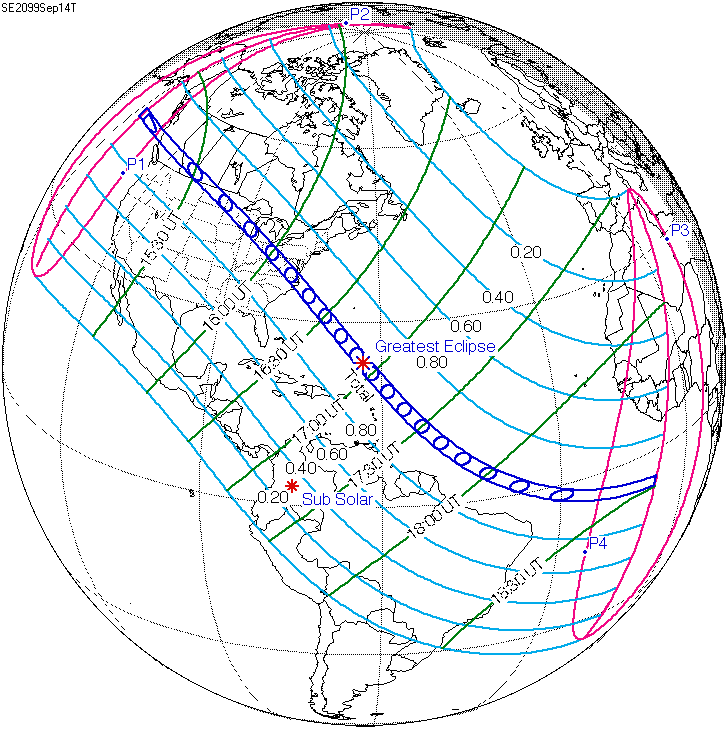
De zonsverduistering is de zien tussen de blauwe lijnen.

De totale zonsverduistering van 14 september 2099 trekt veel over zee, maar is op land zichtbaar vanuit Canada en de Verenigde Staten. 

## Lengte

### Maximum
Het punt met maximale totaliteit ligt op zee ver van enig land op coördinatenpunt 23.3617° Noord / 62.8015° West en duurt 5m17,7s.

### Limieten
| Fenomeen                    | Code | Tijdstip UTC |
| --------------------------- | ---- | ------------ |
| Eerste contact bijschaduw   | P1   | 14:22:42.0   |
| Eerste contact kernschaduw  | U1   | 15:19:05.4   |
| Kernschaduw compleet vanaf  | U2   | 15:22:03.7   |
| Bijschaduw compleet vanaf   | P2   | 16:29:40.4   |
| Maximum eclips              | GE   | 16:54:50.7   |
| Bijschaduw compleet t/m     | P3   | 17:20:30.7   |
| Kernschaduw compleet t/m    | U3   | 18:27:51.2   |
| Laatste contact kernschaduw | U4   | 18:30:49.7   |
| Laatste contact bijschaduw  | P4   | 19:27:07.6   |